# Lei da Nerícia
A Lei da Nerícia (em sueco: Närkeslagen) foi a lei oficial da província da Nerícia, na Suécia. Está atualmente perdida, não havendo nenhum manuscrito. Sua existência é atestada num comentário do rei Magno IV (r. 1319–1364), que informa que os habitantes da Nerícia tinham um código legal criado por seu avô Magno III (r. 1275–1290) (libro vestro legali, por magnificum principem, dominum Magnum quondam regem Svéthie, avum nostrum carissimum, condito). Provavelmente foi substituída pela Lei Nacional de Magno IV de ca. 1350.